# Diocesi di Nabala
La diocesi di Nabala (in latino: Dioecesis Nabalensis) è una sede soppressa e sede titolare della Chiesa cattolica.

## Storia
Nabala, nell'odierna Algeria, è un'antica sede episcopale della provincia romana della Mauritania Cesariense.
Non si conoscono nomi di vescovi di questa sede, se non che nel 484 era sede vacante.
Dal XVIII secolo Nabala è annoverata tra le sedi vescovili titolari della Chiesa cattolica; dal 23 marzo 1982 il vescovo titolare è Lucilo Barrameda Quiambao, già vescovo ausiliare di Legazpi.

## Cronotassi dei vescovi titolari
- Paulo Garbinati † (4 dicembre 1669 - ?)
- Alexandre de Alexandris, B. † (22 dicembre 1725 - 10 ottobre 1738 deceduto)
- Joseph Francis Donnelly † (9 novembre 1964 - 30 giugno 1977 deceduto)
- Jesus Armamento Dosado, C.M. (31 ottobre 1977 - 29 luglio 1981 nominato vescovo di Ozamiz)
- Lucilo Barrameda Quiambao, dal 23 marzo 1982